# Chevalier de Grimaldi
Antonio Grimaldi, detto Chevalier de Grimaldi (Parigi, 27 settembre 1697 – Monaco, 27 settembre 1784), fu governatore generale del Principato di Monaco dal 1732 al 1784.

## Biografia

### Infanzia
Fu uno dei figli illegittimi di Antonio I di Monaco e della ballerina Élisabeth Dufort (detta Babé); venne riconosciuto dal padre nel 1715.

### Governatore Generale di Monaco
Chevalier de Grimaldi venne nominato Governatore Generale di Monaco il 20 maggio 1732, quando il cognato Giacomo I di Monaco abbandonò il Paese e si trasferì all'Hôtel Matignon a Parigi. Nel 1733 Giacomo I abdicò definitivamente in favore del giovane figlio, Onorato, che divenne Onorato III di Monaco. Il nuovo sovrano, però, non fece altro che riconfermare lo zio nella carica di Governatore Generale.
Chevalier de Grimaldi continuò a governare de facto il Principato di Monaco fino alla sua morte, avvenuta nel 1784 alla veneranda età di ottantasette anni.
Antonio Grimaldi fu un abile Governatore: riuscì a mantenere Monaco neutrale nel corso della Guerra di successione austriaca (1740-1748), chiamò a corte numerosi letterati e artisti, facendo di Monaco un centro culturale di primo livello e risanò le finanze del principato. 

### Morte
Morì il 28 novembre 1784 senza essersi mai sposato.
Le sue spoglie vennero traslate nel 1966 nell'abside della Cattedrale di Monaco.

## Ascendenza
|                                |   |                                 | Genitori              |  |  | Nonni |  |  | Bisnonni        |  |  | Trisnonni            |  |
|                                |   |                                 |                       |  |  |       |  |  | Ercole Grimaldi |  |  | Onorato II di Monaco |  |
|                                |   |                                 |                       |  |  |       |  |  | Ercole Grimaldi |  |  | Onorato II di Monaco |  |
|                                |   | Ippolita Trivulzio              |                       |  |  |       |  |  | Ercole Grimaldi |  |  |                      |  |
| Luigi I di Monaco              |   |                                 |                       |  |  |       |  |  | Ercole Grimaldi |  |  |                      |  |
|                                |   | Maria Aurelia Spinola           | Luca Spinola          |  |  |       |  |  |                 |  |  |                      |  |
|                                |   | Maria Aurelia Spinola           | Luca Spinola          |  |  |       |  |  |                 |  |  |                      |  |
|                                |   | Maria Aurelia Spinola           | Pellina Spinola       |  |  |       |  |  |                 |  |  |                      |  |
| Antonio I di Monaco            |   | Maria Aurelia Spinola           |                       |  |  |       |  |  |                 |  |  |                      |  |
|                                |   | Antoine III de Gramont          | Antoine II de Gramont |  |  |       |  |  |                 |  |  |                      |  |
|                                |   | Antoine III de Gramont          | Antoine II de Gramont |  |  |       |  |  |                 |  |  |                      |  |
|                                |   | Antoine III de Gramont          | Louise de Roquelaure  |  |  |       |  |  |                 |  |  |                      |  |
| Catherine-Charlotte de Gramont |   | Antoine III de Gramont          |                       |  |  |       |  |  |                 |  |  |                      |  |
|                                |   | Françoise Marguerite du Plessis | Hector du Plessis     |  |  |       |  |  |                 |  |  |                      |  |
|                                |   | Françoise Marguerite du Plessis | Hector du Plessis     |  |  |       |  |  |                 |  |  |                      |  |
|                                |   | Françoise Marguerite du Plessis | Marie de Conan        |  |  |       |  |  |                 |  |  |                      |  |
| Antonio Grimaldi               |   | Françoise Marguerite du Plessis |                       |  |  |       |  |  |                 |  |  |                      |  |
|                                | … | …                               |                       |  |  |       |  |  |                 |  |  |                      |  |
|                                | … | …                               |                       |  |  |       |  |  |                 |  |  |                      |  |
|                                | … | …                               |                       |  |  |       |  |  |                 |  |  |                      |  |
| …                              | … |                                 |                       |  |  |       |  |  |                 |  |  |                      |  |
|                                |   | …                               | …                     |  |  |       |  |  |                 |  |  |                      |  |
|                                |   | …                               | …                     |  |  |       |  |  |                 |  |  |                      |  |
|                                |   | …                               | …                     |  |  |       |  |  |                 |  |  |                      |  |
| Élisabeth Dufort               |   | …                               |                       |  |  |       |  |  |                 |  |  |                      |  |
|                                |   | …                               | …                     |  |  |       |  |  |                 |  |  |                      |  |
|                                |   | …                               | …                     |  |  |       |  |  |                 |  |  |                      |  |
|                                |   | …                               | …                     |  |  |       |  |  |                 |  |  |                      |  |
| …                              |   | …                               |                       |  |  |       |  |  |                 |  |  |                      |  |
|                                |   | …                               | …                     |  |  |       |  |  |                 |  |  |                      |  |
|                                |   | …                               | …                     |  |  |       |  |  |                 |  |  |                      |  |
|                                |   | …                               | …                     |  |  |       |  |  |                 |  |  |                      |  |
|                                |   | …                               |                       |  |  |       |  |  |                 |  |  |                      |  |